# Nick Jacobson
Nicholas Jacobson, detto Nick (Fargo, 25 ottobre 1980), è un ex cestista statunitense, professionista in Europa.

## Palmarès
- Campionato belga: 1

Spirou Charleroi: 2009-10